# ColorStar
 (octobre 2012).
ColorStar (stylisé colorStar) est un groupe hongrois de musique électronique et psychédélique, originaire à Budapest.

## Histoire
Le groupe ColorStar, formé en 1996, se baptise d'après la première télévision hongroise en couleurs : le nom, avec ses multiples couches de signification, fait référence à la fois à la couleur de leur musique et au « film intérieur » qui se déclenche chez l'auditeur lorsqu'il écoute les processus musicaux flottants de leurs premiers albums. Depuis sa création, le groupe connait plusieurs changements de membres, mais il est devenu un groupe de renommée internationale sur la scène hongroise d'electropop. Ils jouent dans la plupart des grands festivals hongrois, font la tournée des clubs les plus prestigieux du pays et se produisent dans plusieurs festivals à l'international. ColorStar effectue des tournées en Europe de l'Ouest, dans les pays du Benelux, dans les Balkans et à Istanbul pour la fête de la musique. Outre les États-Unis, le Royaume-Uni et les pays européens, les messages de leurs fans contiennent parfois le nom de régions surprenantes telles que le Népal, le Pérou, le Pakistan, et la Sibérie.
Le premier album de colorStar, Heavenicetrip, fête ses vingt ans en 2018. Pour marquer l'occasion, le label Trottel Records réédite les morceaux en format CD et double LP. Le groupe réédite l'album lors d'un concert à guichets fermés au Palais des Arts de Budapest début 2019. Dans la deuxième moitié du concert, ils jouent des morceaux du nouvel album. Toujours en 2019, cinq ans après leur précédent album Solarize, le groupe sort son septième album. Publié par Launching Gagarin Records and Management, Time Is the Drug renvoie à l'univers des premiers albums. Cette fois, la force motrice de l'album est le guitariste-compositeur fondateur Péter Szalay. Les chansons sont vaguement reliées entre elles sur le plan thématique. Elles se concentrent sur les progrès technologiques, l'intelligence artificielle, la réalité virtuelle, les univers parallèles et les théories de la simulation.
colourStar fête son 25e anniversaire en 2021 et le 20e anniversaire de la sortie de son deuxième album Via La Musica. Le groupe effectue une tournée nationale cet automne et réédite Via La Musica sous format double album.

## Style musical
Le style musical du groupe varie selon les albums et les morceaux, mais reste globalement electro rock. Le « son colorStar » est très reconnaissable grâce à ses basses puissantes, sa batterie marquée, sa guitare aigüe. Le groupe bénéficie d'une renommée en Hongrie, et se produit également ailleurs en Europe, comme en France, Slovaquie, Allemagne, Croatie, et Turquie. Les paroles sont principalement en anglais, mais certaines chansons sont en hongrois, d'autres en français.
Avec Yonderboi, ColorStar est un des groupes hongrois les plus importants du début du XXIe siècle[réf. souhaitée].

## Membres
- András Keleti - guitare, chant (depuis 1996)
- Zoltán Farkas - batterie et percussions (depuis 1996)
- Ferenc Somogyi - basse (depuis 2008)
- Péter Szalay - guitare (depuis 1996)
- Márton Szinovszki - claviers, samples (depuis 2003)

## Discographie
- 1998 : HeavenIceTrip!
- 1999 : 1.999 (EP)
- 2001 : Via La Musica
- 2004 : Komfort
- 2009 : colorStar
- 2012 : Flow
- 2014 : Solarize